# Campionati del mondo di ciclismo su pista 2000
I Campionati del mondo di ciclismo su pista 2000 (en.: 2000 UCI Track World Championships) si svolsero a Manchester, nel Regno Unito, presso il velodromo, dal 25 al 29 ottobre.

## Medagliere
| Posiz. | Nazione     | Oro | Argento | Bronzo | Totale |
| ------ | ----------- | --- | ------- | ------ | ------ |
| 1      | Germania    | 4   | 5       | 1      | 10     |
| 2      | Francia     | 4   | 1       | 1      | 6      |
| 3      | Bielorussia | 2   |         |        | 2      |
| 4      | Regno Unito | 1   | 2       | 2      | 5      |
| 5      | Spagna      | 1   | 1       | 1      | 3      |
| 6      | Cina        |     | 1       | 1      | 2      |
| 7      | Belgio      |     | 1       |        | 1      |
| 7      | Canada      |     | 1       |        | 1      |
| 9      | Russia      |     |         | 2      | 2      |
| 10     | Argentina   |     |         | 1      | 1      |
| 10     | Austria     |     |         | 1      | 1      |
| 10     | Rep. Ceca   |     |         | 1      | 1      |
| Totale | Totale      | 12  | 12      | 11     | 35     |

## Podi
| Eventi                            | Oro                                                              | Argento                                                          | Bronzo                                                              |
| Gare maschili                     |                                                                  |                                                                  |                                                                     |
| Velocità dettagli                 | Jan van Eijden Germania                                          | Laurent Gané Francia                                             | non assegnato                                                       |
| Chilometro a cronometro dettagli  | Arnaud Tournant Francia                                          | Sören Lausberg Germania                                          | Jason Queally Gran Bretagna                                         |
| Inseguimento individuale dettagli | Jens Lehmann Germania                                            | Stefan Steinweg Germania                                         | Rob Hayles Gran Bretagna                                            |
| Inseguimento a squadre dettagli   | Germania Sebastian Siedler Daniel Becke Guido Fulst Jens Lehmann | Gran Bretagna Chris Newton Paul Manning Bradley Wiggins Jon Clay | Francia Cyril Bos Philippe Gaumont Jérôme Neuville Damien Pommerau  |
| Velocità a squadre dettagli       | Francia Laurent Gané Florian Rousseau Arnaud Tournant            | Gran Bretagna Craig MacLean Jason Queally Chris Hoy              | Spagna José Antonio Villanueva José Antonio Escuredo Salvador Meliá |
| Keirin dettagli                   | Frédéric Magné Francia                                           | Jens Fiedler Germania                                            | Pavel Buran Rep. Ceca                                               |
| Corsa a punti dettagli            | Joan Llaneras Spagna                                             | Matthew Gilmore Belgio                                           | Franz Stocher Austria                                               |
| Americana dettagli                | Germania Stefan Steinweg Erik Weispfennig                        | Spagna Isaac Gálvez Joan Llaneras                                | Argentina Juan Curuchet Edgardo Simón                               |
| Gare femminili                    |                                                                  |                                                                  |                                                                     |
| Velocità dettagli                 | Natallja Cylinskaja Bielorussia                                  | Lori-Ann Muenzer Canada                                          | Katrin Meinke Germania                                              |
| 500 metri a cronometro dettagli   | Natallja Cylinskaja Bielorussia                                  | Cuihua Jiang Cina                                                | Yan Wang Cina                                                       |
| Inseguimento individuale dettagli | Yvonne McGregor Gran Bretagna                                    | Judith Arndt Germania                                            | Elena Tchalikh Russia                                               |
| Corsa a punti dettagli            | Marion Clignet Francia                                           | Judith Arndt Germania                                            | Ol'ga Sljusareva Russia                                             |